# Rýbinsk
Rýbinsk (del ruso: Рыбинск) es una ciudad situada en el óblast de Yaroslavl, centro de la Rusia europea, a la orilla del embalse homónimo, que pertenece a la cuenca del Volga. Su población en el año 1989 era de 250 000 habs., en 2002 disminuyó a 223 000 habs. y en 2020 siguió disminuyendo hasta quedarse en 184 635 residentes.

## Historia

### Historia temprana
Rýbinsk es uno de los más antiguos asentamientos eslavos sobre el Volga. En los primeros documentos escritos aparece con el nombre de Ust-Sheksná (la desembocadura del Sheksná). Durante este periodo el asentamiento estaba dedicado al comercio de artesanía y metales. A mediados del siglo XIII los mongoles invadieron esta ciudad, al igual que gran parte de Rusia.
Desde 1504 en los documentos aparece con el nombre de Rýbnaya Slobodá que significa El pueblo de pescadores, y es así porque desde aquí se mandaban muchos esturiones a la corte de Moscú. Durante este periodo, el pueblo era un asentamiento libre o slobodá y era muy importante para la Compañía de Moscovia que capitalizaba el comercio con Europa Occidental, y como era un pueblo bastante rico, comenzaron a construirse iglesias de piedra, de las cuales solo una ha llegado hasta nuestros días. Lo que sí se ha conservado hasta la actualidad es el santuario de la familia Ushakov

### Época dorada
En el siglo XVIII la slobodá continuó prosperando con el comercio en el Volga. Catalina II de Rusia, llamada Catalina la Grande, dio a la villa categoría de municipalidad y la rebautizó con su nombre actual. Este era el lugar donde el cargamento que traían grandes barcos era recolocado en otros de menor tamaño que se ajustaban o que podían navegar por el canal Volga-Báltico que conectaba la Rusia profunda con el mar Báltico. En esta época la población de Ríbinsk no superaba los 7000 residentes, sin embargo, daba acomodación diariamente a 170 000 marineros y 2000 embarcaciones ligeras, por lo que se le llamó la capital de las barcazas.
La más sobresaliente obra neoclásica, construida en este periodo, fue la catedral de la Rescatadora Transfiguración que fue construida a la orilla del Volga entre 1838 y 1851. Fue construida según diseño del decano de la Academia Imperial de las Artes Avraam Mélnikov, que lo había preparado para la catedral de San Isaac de San Petersburgo, pero como no ganó el concurso para construir esta catedral —el ganador fue Auguste de Montferrand— uso el diseño para la de Rýbinsk.

### sigloXX
En los años de la Unión Soviética, Rýbinsk continuó cambiando de nombre: de 1946 hasta 1957 la ciudad se llamó Scherbakov —en honor al político Aleksandr Scherbakov—, de 1957 a 1984 de nuevo Rýbinsk, desde 1984 hasta 1989 su nombre fue Andrópov —en honor a Yuri Andrópov, político soviético y secretario general del Partido Comunista— y vuelta a su nombre actual.

## Mapas

Mapa de la cuenca del embalse de Ríbinsk en el que aparece, en su orilla sur, Rýbinsk
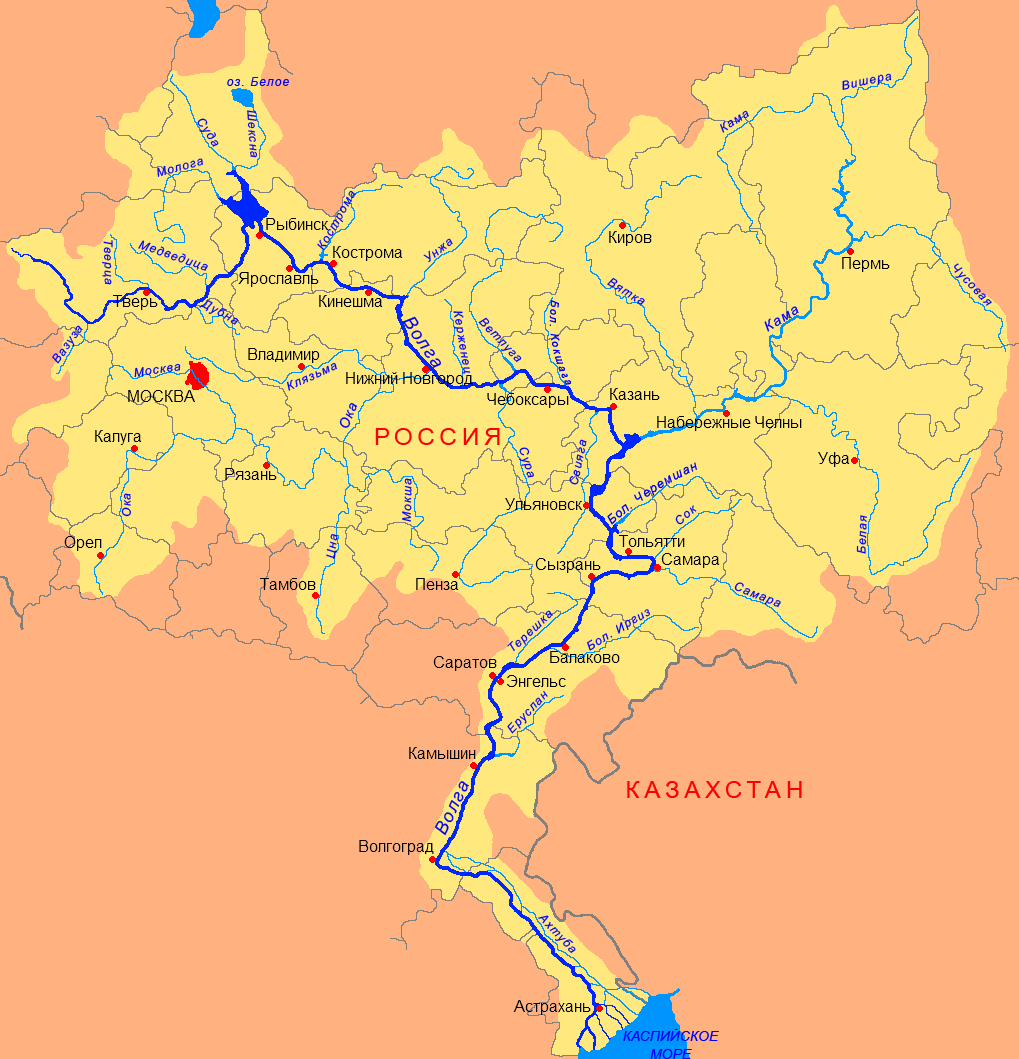
Mapa en ruso del Volga en el que aparece en su curso alto Rýbinsk (Рыбинск)

## Geografía
Localizada en la confluencia de los ríos Volga y Sheksná, es un importante centro industrial y de transporte.

## Economía local
Entre sus industrias destacan las de construcción de barcos y las manufacturas de prensas de imprenta. El embalse homónimo, junto al cual se sitúa Rýbinsk, fue construido en 1940, levantando presas en los ríos Volga y Sheksná, y tiene una estación hidroeléctrica.

## Imágenes

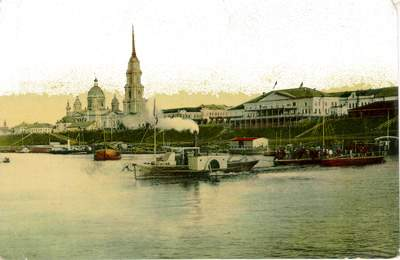
Vista de la catedral y el Volga, siglo XIX
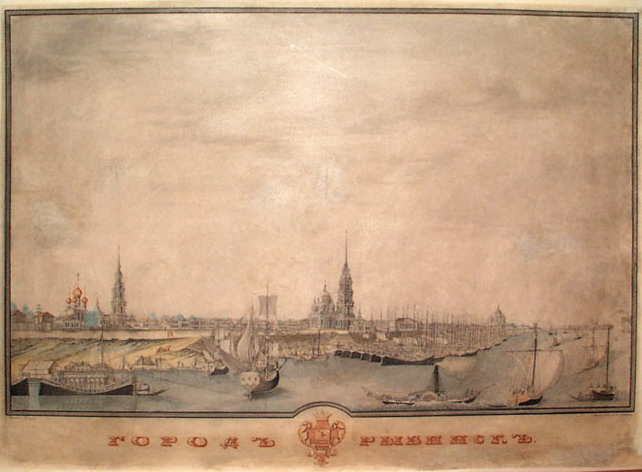
Vista de Rýbinsk, 1820
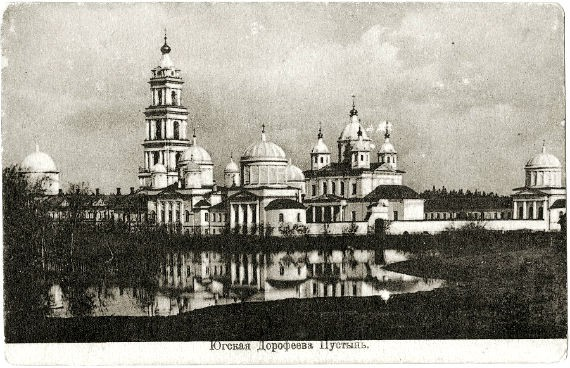
Fotografía del S.XIX de un monasterio cerca de Rýbinsk, ahora sumergido bajo las aguas del embalse de Ríbinsk
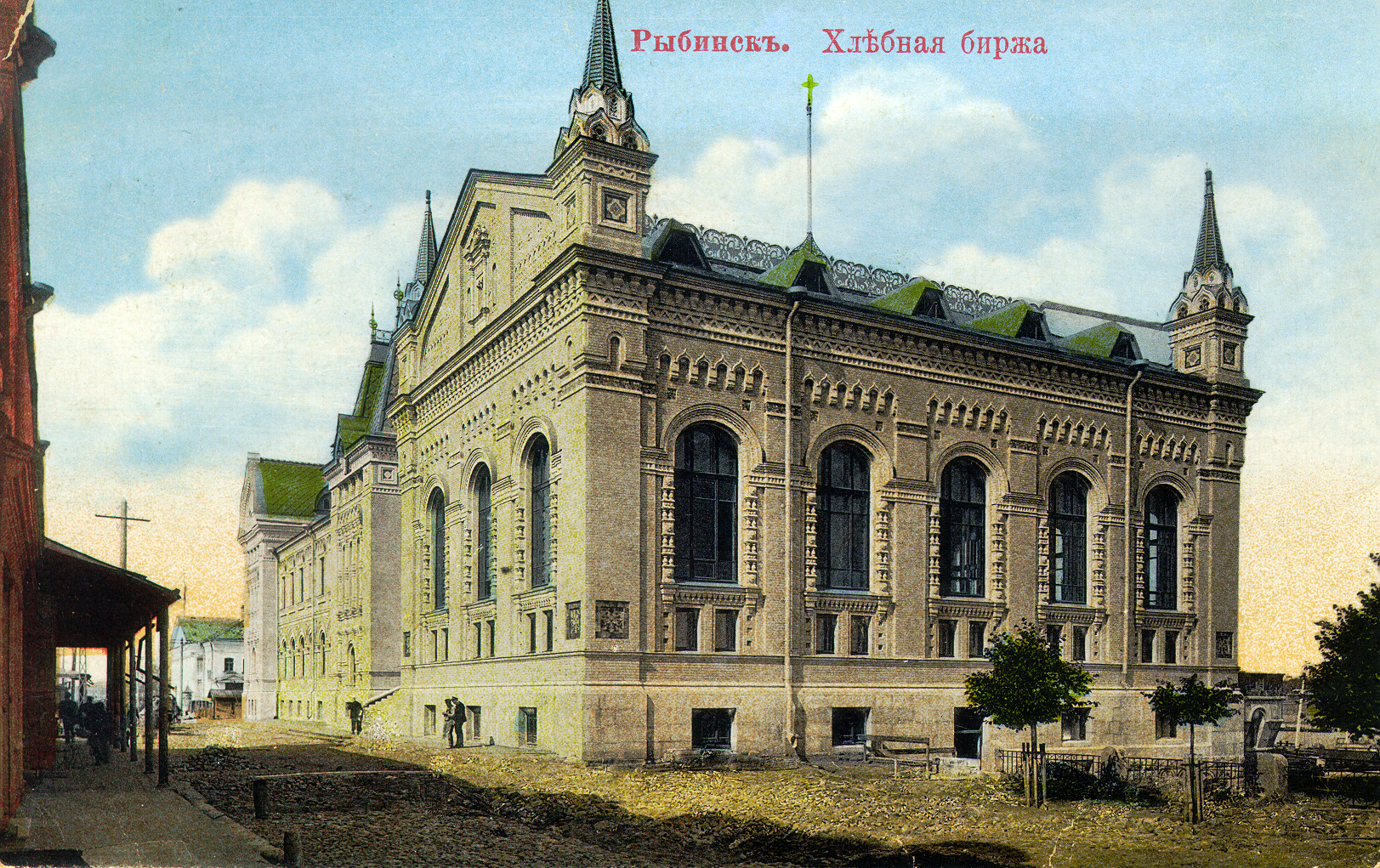
Imagen antigua de la Bolsa de valores de Rýbinsk
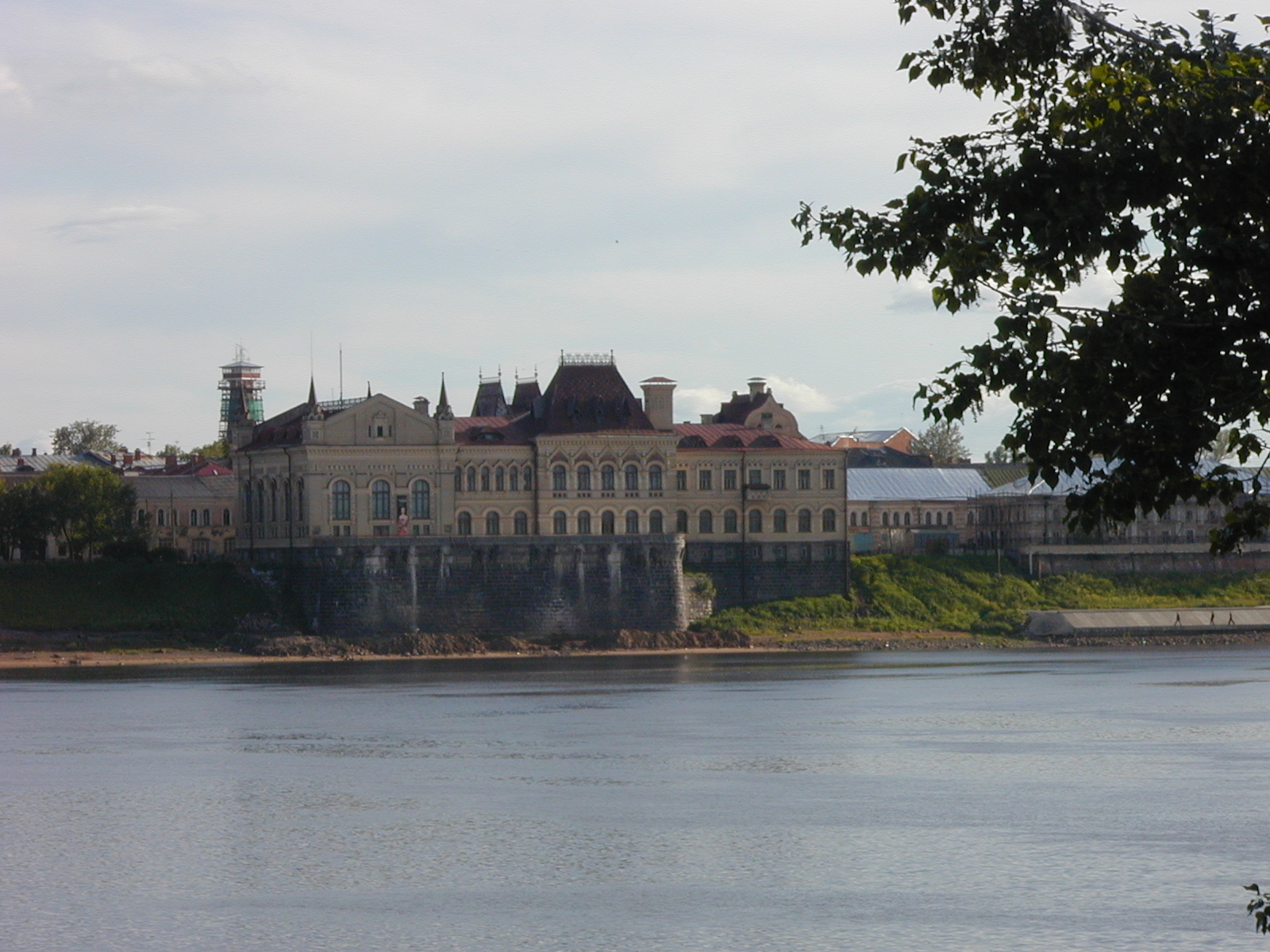
Imagen más actual de la Bolsa de valores de Rýbinsk